# Patrick M'Boma
Henri Patrick M'Boma Dem (Douala, 15. studenog 1970.) je bivši kamerunski nogometaš i nacionalni reprezentativac. Tijekom karijere igrao je u čak pet različitih država dok je kao seniorski član mlade kamerunske reprezentacije, osvojio zlato na Olimpijadi u Sydneyju 2000.
Igrao je na poziciji napadača te je bio poznat po jakim udarcima lijevom nogom i golovima s velikih udaljenosti.

## Karijera

### Klupska karijera
Od 1990. do 1997. M'Boma je igrao u Francuskoj (PSG, Châteauroux i Metz) da bi nakon toga potpisao za japansku Gamba Osaku. U jednoj sezoni koliko je proveo ondje, bio je najbolji strijelac prvenstva te je uvršten u najbolju momčad J.League.
Nakon toga M'Boma odlazi u Italiju gdje je igrao za Cagliari i Parmu. U tom razdoblju dodijeljena mu je CAF-ova i BBC-jeva nagrada za najboljeg afričkog igrača godine. Također, bio je i na kratkotrajnoj posudbi kod engleskog premijerligaša Sunderlanda.
Nogometaš je u Libiji igrao za Al-Ittihad (sezona 2002./03.) dok je posljednje dvije profesionalne sezone nastupao za japanske klubove Tokyo Verdy 1969 i Vissel Kobe.

### Reprezentativna karijera
M'Boma je za kamerunsku reprezentaciju debitirao 1995. te je za nju igrao do 2004. S nacionalnim timom je nastupio na dva svjetska prvenstva (Francuska 1998. i Japan / Južna Koreja 2002.), četiri afrička Kupa nacija (1998., 2000., 2002. i 2004.) te jednoj Olimpijadi (Sydney 2000.) i Kupu konfederacija (2001.).
S reprezentacijom je osvojio dva afrička Kupa nacija (2000. i 2002.) te olimpijsko zlato u Sydneyju 2000. (kao seniorski pridruženi član mlade reprezentacije).

#### Pogoci za reprezentaciju
| #   | Datum              | Mjesto                     | Protivnik        | Rezultat | Natjecanje                                       |
| --- | ------------------ | -------------------------- | ---------------- | -------- | ------------------------------------------------ |
| 1.  | 10. studenog 1996. | Lomé, Togo                 | Togo             | 4 : 2    | Kvalifikacije za SP u Francuskoj 98'             |
| 2.  | 26. siječnja 1997. | Yaoundé, Kamerun           | Namibija         | 4 : 0    | Kvalifikacije za Afrički Kup nacija 1998.        |
| 3.  | 26. siječnja 1997. | Yaoundé, Kamerun           | Namibija         | 4 : 0    | Kvalifikacije za Afrički Kup nacija 1998.        |
| 4.  | 27. travnja 1997.  | Douala, Kamerun            | Togo             | 2 : 0    | Kvalifikacije za SP u Francuskoj 98'             |
| 5.  | 8. lipnja 1997.    | Luanda, Angola             | Angolska         | 1 : 1    | Kvalifikacije za SP u Francuskoj 98'             |
| 6.  | 17. kolovoza 1997. | Harare, Zimbabve           | Zimbabve         | 2 : 1    | Kvalifikacije za SP u Francuskoj 98'             |
| 7.  | 17. kolovoza 1997. | Harare, Zimbabve           | Zimbabve         | 2 : 1    | Kvalifikacije za SP u Francuskoj 98'             |
| 8.  | 23. lipnja 1998.   | Nantes, Francuska          | Čile             | 1 : 1    | SP u Francuskoj 98'                              |
| 9.  | 28. veljače 1999.  | Yaoundé, Kamerun           | Mozambik         | 1 : 0    | Kvalifikacije za Afrički Kup nacija 2000.        |
| 10. | 11. travnja 1999.  | Maputo, Mozambik           | Mozambik         | 6 : 1    | Kvalifikacije za Afrički Kup nacija 2000.        |
| 11. | 11. travnja 1999.  | Maputo, Mozambik           | Mozambik         | 6 : 1    | Kvalifikacije za Afrički Kup nacija 2000.        |
| 12. | 28. siječnja 2000. | Accra, Gana                | Obala Bjelokosti | 3 : 0    | Afrički Kup nacija 2000.                         |
| 13. | 10. veljače 2000.  | Accra, Gana                | Tunis            | 3 : 0    | Prijateljska utakmica                            |
| 14. | 10. veljače 2000.  | Accra, Gana                | Tunis            | 3 : 0    | Prijateljska utakmica                            |
| 15. | 13. veljače 2000.  | Lagos, Nigerija            | Nigerija         | 2 : 2    | Afrički Kup nacija 2000.                         |
| 16. | 19. veljače 2000.  | Yaoundé, Kamerun           | Somalija         | 3 : 0    | Kvalifikacije za SP u Japanu i Južnoj Koreji 02' |
| 17. | 18. lipnja 2000.   | Tripoli, Libija            | Libija           | 3 : 0    | Kvalifikacije za SP u Japanu i Južnoj Koreji 02' |
| 18. | 18. lipnja 2000.   | Tripoli, Libija            | Libija           | 3 : 0    | Kvalifikacije za SP u Japanu i Južnoj Koreji 02' |
| 19. | 18. lipnja 2000.   | Tripoli, Libija            | Libija           | 3 : 0    | Kvalifikacije za SP u Japanu i Južnoj Koreji 02' |
| 20. | 4. listopada 2000. | Pariz, Francuska           | Francuska        | 1 : 1    | Prijateljska utakmica                            |
| 21. | 25. siječnja 2001. | Cotonou, Benin             | Benin            | 3 : 1    | Prijateljska utakmica                            |
| 22. | 28. siječnja 2001. | Lomé, Togo                 | Togo             | 2 : 0    | Kvalifikacije za SP u Japanu i Južnoj Koreji 02' |
| 23. | 25. veljače 2001.  | Yaoundé, Kamerun           | Zambija          | 1 : 0    | Kvalifikacije za SP u Japanu i Južnoj Koreji 02' |
| 24. | 4. lipnja 2001.    | Niigata, Japan             | Kanada           | 2 : 0    | Kup konfederacija 2001.                          |
| 25. | 7. siječnja 2002.  | Ouagadougou , Burkina Faso | Burkina Faso     | 3 : 1    | Prijateljska utakmica                            |
| 26. | 20. siječnja 2002. | Sikasso, Mali              | DR Kongo         | 1 : 0    | Afrički Kup nacija 2002.                         |
| 27. | 25. siječnja 2002. | Sikasso, Mali              | Obala Bjelokosti | 1 : 0    | Afrički Kup nacija 2002.                         |
| 28. | 4. veljače 2002.   | Sikasso, Mali              | Egipat           | 1 : 0    | Afrički Kup nacija 2002.                         |
| 29. | 1. lipnja 2002.    | Niigata, Japan             | Irska            | 1 : 1    | SP u Japanu / Južnoj Koreji 02'                  |
| 30. | 25. siječnja 2004. | Sousse, Tunis              | Alžir            | 1 : 1    | Afrički Kup nacija 2004.                         |
| 31. | 28. siječnja 2004. | Sfax, Tunis                | Zimbabve         | 5 : 3    | Afrički Kup nacija 2004.                         |
| 32. | 28. siječnja 2004. | Sfax, Tunis                | Zimbabve         | 5 : 3    | Afrički Kup nacija 2004.                         |
| 33. | 28. siječnja 2004. | Sfax, Tunis                | Zimbabve         | 5 : 3    | Afrički Kup nacija 2004.                         |

## Osvojeni trofeji

### Reprezentativni trofeji
| Turnir                | Trofej | Godina |
| --------------------- | ------ | ------ |
| Afrički Kup nacija    | Zlato  | 2000.  |
| Olimpijada u Sydneyju | Zlato  | 2000.  |
| Afrički Kup nacija    | Zlato  | 2002.  |

### Individualni trofeji
| Trofej                                         | Godina |
| ---------------------------------------------- | ------ |
| Najbolji sastav J.League                       | 1997.  |
| CAF-ova nagrada za afričkog nogometaša godine  | 2000.  |
| BBC-jeva nagrada za afričkog nogometaša godine | 2000.  |

## Vanjske poveznice
- Reprezentativna statistika igrača